# João António Garcia de Abranches
João António Garcia de Abranches (Maceira, Santiago (Seia), 31 de janeiro de 1769 — São Luís do Maranhão, 1845), também conhecido pelo Censor, nome do jornal que editou em São Luís do Maranhão, publicista e visionário, foi um imigrante português no Brasil, onde se transformou num abastado comerciante, que teve um importante papel no desenvolvimento cultural do Maranhão. Sempre à procura de novos projectos e ideias, quando exilado do Brasil devido à sua actividade política, fixou-se durante alguns anos na ilha de São Miguel, nos Açores, onde criou uma empresa que tentou, sem sucesso, construir um porto de abrigo no ilhéu de Vila Franca.

## Biografia
Garcia de Abranches nasceu a 31 de janeiro de 1769, no lugar de Maceira, freguesia de Santiago, concelho de Seia, Portugal, filho do capitão José Garcia de Abranches e de D. Maria dos Reis, abastados proprietários rurais.
Em 1789, com apenas 20 anos, partiu para o Brasil, fixando-se em São Luís do Maranhão, onde granjeou fortuna e se envolveu na defesa dos ideais liberais e da legitimidade de D. Pedro no trono português.
Casou no Maranhão com D. Anna Victorina Ottoni, falecida em 1806, tendo-lhe nascido deste casamento os filhos Frederico Magno de Abranches, João e António, estes últimos, falecidos antes de 1812. O primeiro, Frederico Magno de Abranches, era conhecido como O Fidalgote, teve papel importante na política e no jornalismo.
Aos 52 anos, Garcia de Abranches casa-se com D. Marta Alonso Veado Alvarez de Castro Abranches, conhecida por D. Martinha, então uma jovem de 17 anos nascida nas Astúrias, que viria a fundar em 1844 o primeiro colégio feminino do Maranhão. Deste casamento teve as filhas Amância Leonor, Martinha Maria da Glória e Raimunda Emília. A filha Amância Leonor de Castro Abranches, foi professora e sucessora da mãe à frente do colégio.
Este colégio, designado Colégio Nossa Senhora das Graças, mais conhecido como o Colégio das Abranches, introduziu diversas inovações pedagógicas, incluindo a educação física para as alunas, sendo um importante centro educativo e cultural. A etiqueta e a dança social eram também disciplinas ministradas no Colégio das Abranches.

### Actividade política
Intelectual culto e homem dedicado às letras, embora se lhe não conheça uma educação formal, Garcia Abranches, que pertencia ao Partido Português e defendia os interesses da metrópole, travou nos jornais azedos debates com o seu adversário político Odorico Mendes acerca do futuro político do Maranhão durante a fase imperial. Os artigos publicados são um exemplo de um jornalismo vigoroso na defesa de ideias e posições cívicas.
No período de 1825 a 1830 editou o jornal o Censor Maranhense, publicado pela primeira vez a 24 de Janeiro de 1825, extinguindo-se em Maio de 1830, depois de publicadas 382 páginas. Nas páginas do Censor Maranhense Garcia Abranches bateu-se em defesa das liberdades e do Imperador, em oposição aos jornais de Odorico Mendes.
Foi um dos grandes opositores à Confederação do Equador e à acção do almirante Thomas Cochrane na luta contra o colonialismo português e espanhol e pela emanicipação da América do Sul.

### O exílio nos Açores
Em 1830, as posições assumidas por Garcia de Abranches na imprensa valeram-lhe, por ordem do presidente interino do Maranhão, a expulsão para Lisboa, atitude criticada pelo imperador D. Pedro. Depois de uma breve permanência naquela cidade, fixa-se na ilha de São Miguel, nos Açores, onde foi relevante a sua acção cultural.
Interessou-se pela construção de um porto de abrigo no ilhéu de Vila Franca, em Vila Franca do Campo, tendo escrito uma memória sobre o assunto e fundado uma companhia destinada à sua construção e exploração. Os seus esforços foram, contudo, infrutíferos, já que o porto acabou por ser construído em Ponta Delgada.